# Ciclismo ai Giochi della XXXI Olimpiade - BMX maschile
Le prove di BMX maschile dei Giochi della XXXI Olimpiade sono corse dal 17 al 19 agosto al circuito di BMX del Parque Radical di Rio de Janeiro, in Brasile.

## Risultati
Il formato della gara prevedeva una prova cronometrata individuale, in base alla quale i trentadue atleti venivano raggruppati in quattro batterie dei quarti di finale. Ciascuna batteria disputava cinque manche con classifica generale stilata sommando i piazzamenti nelle singole manche. I due migliori classificati di ogni batteria dopo due manche e i due successivi migliori classificati dopo le cinque manche accedevano alle due batterie di semifinale. Ciascuna delle due batterie disputava quindi tre manche, con la stessa modalità di classificazione dei quarti di finale, e i migliori quattro di ogni batteria accedevano alla finale disputata in una sola manche.

### Qualificazioni
| Pos. | Atleta             | Tempo  |
| ---- | ------------------ | ------ |
| 1    | Joris Daudet       | 34"617 |
| 2    | David Graf         | 34"678 |
| 3    | Sam Willoughby     | 34"714 |
| 4    | Connor Fields      | 34"768 |
| 5    | Corben Sharrah     | 34"893 |
| 6    | Twan van Gendt     | 34"933 |
| 7    | Māris Štrombergs   | 34"953 |
| 8    | Niek Kimmann       | 35"070 |
| 9    | Nicholas Long      | 35"088 |
| 10   | Liam Phillips      | 35"095 |
| 11   | Amidou Mir         | 35"248 |
| 12   | Yoshitaku Nagasako | 35"286 |
| 13   | Bodi Turner        | 35"333 |
| 14   | Carlos Oquendo     | 35"341 |
| 15   | Luis Brethauer     | 35"379 |
| 16   | Renato Rezende     | 35"404 |
| 17   | Jelle van Gorkom   | 35"413 |
| 18   | Tory Nyhaug        | 35"422 |
| 19   | Carlos Ramírez     | 35"423 |
| 20   | Anthony Dean       | 35"445 |
| 21   | Kyle Evans         | 35"776 |
| 22   | Jérémy Rencurel    | 35"884 |
| 23   | Jefferson Milano   | 35"945 |
| 24   | Niklas Laustsen    | 36"199 |
| 25   | Trent Jones        | 36"331 |
| 26   | Kyle Dodd          | 36"454 |
| 27   | Alfredo Campo      | 36"463 |
| 28   | Tore Navrestad     | 36"484 |
| 29   | Gonzalo Molina     | 36"860 |
| 30   | Evgeny Komarov     | 36"958 |
| 31   | Toni Syarifudin    | 40"975 |
| 32   | Edžus Treimanis    | DNF    |

### Quarti di finale
Batteria 1
| Pos. | Atleta           | Paese         | 1ª manche  | 2ª manche    | 3ª manche    | Totale | Note |
| ---- | ---------------- | ------------- | ---------- | ------------ | ------------ | ------ | ---- |
| 1    | Jelle van Gorkom | Paesi Bassi   | 35"101 (1) | 35"872 (1)   | 36"680 (4)   | 6      | Q    |
| 2    | Trent Jones      | Nuova Zelanda | 35"455 (3) | 35"561 (2)   | 36"173 (2)   | 7      | Q    |
| 3    | Nicholas Long    | Stati Uniti   | 35.730 (5) | 40"046 (4)   | 35"331 (1)   | 10     | Q    |
| 4    | Niek Kimmann     | Paesi Bassi   | 35"725 (4) | 1'47"485 (7) | 36"431 (3)   | 14     | Q    |
| 5    | Edžus Treimanis  | Lettonia      | 36"022 (7) | 37"619 (3)   | 37"379 (5)   | 15     |      |
| 6    | Joris Daudet     | Francia       | 35"434 (2) | DNF (8)      | DNF (8)      | 18     |      |
| 7    | Niklas Laustsen  | Danimarca     | 36"965 (8) | 44"351 (5)   | 41"942 (6)   | 19     |      |
| 8    | Renato Rezende   | Brasile       | 35"970 (6) | 1'19"255 (6) | 1'44"597 (7) | 19     |      |

Batteria 2
| Pos. | Atleta           | Paese         | 1ª manche    | 2ª manche    | 3ª manche  | Totale | Note |
| ---- | ---------------- | ------------- | ------------ | ------------ | ---------- | ------ | ---- |
| 1    | Tory Nyhaug      | Canada        | 35"958 (1)   | 35"035 (1)   | 38"754 (2) | 4      | Q    |
| 2    | Luis Brethauer   | Germania      | 37"386 (2)   | 36"234 (2)   | 39"384 (3) | 7      | Q    |
| 3    | Jefferson Milano | Venezuela     | 41"709 (3)   | 36"296 (3)   | 40"894 (6) | 12     | Q    |
| 4    | David Graf       | Svizzera      | 2'54"204 (7) | 1'14"051 (6) | 38"390 (1) | 14     | Q    |
| 5    | Māris Štrombergs | Lettonia      | 1'36"876 (6) | 44"376 (4)   | 39"554 (4) | 14     |      |
| 6    | Kyle Dodd        | Sudafrica     | 42"683 (4)   | 50"545 (5)   | 39"959 (5) | 14     |      |
| 7    | Toni Syarifudin  | Indonesia     | 45"325 (5)   | 1'21"149 (7) | DNS (10)   | 22     |      |
| 8    | Liam Phillips    | Gran Bretagna | DNF (8)      | DNS (10)     | DNS (10)   | 28     |      |

Batteria 3
| Pos. | Atleta          | Paese       | 1ª manche    | 2ª manche  | 3ª manche    | Totale | Note |
| ---- | --------------- | ----------- | ------------ | ---------- | ------------ | ------ | ---- |
| 1    | Sam Willoughby  | Australia   | 35"877 (1)   | 35"130 (1) | 35"152 (1)   | 3      | Q    |
| 2    | Carlos Oquendo  | Colombia    | 37"728 (3)   | 35"607 (3) | 35"699 (3)   | 9      | Q    |
| 3    | Twan van Gendt  | Paesi Bassi | 1'46"311 (6) | 35"293 (2) | 35"217 (2)   | 10     | Q    |
| 4    | Carlos Ramírez  | Colombia    | 37"054 (2)   | 36"181 (5) | 36"020 (4)   | 11     | Q    |
| 5    | Jérémy Rencurel | Francia     | 40"894 (4)   | 35"927 (4) | 1'30"329 (6) | 14     |      |
| 6    | Evgeny Komarov  | Russia      | 41"584 (5)   | 40"430 (6) | 39"770 (5)   | 16     |      |
| 7    | Amidou Mir      | Francia     | DNF (8)      | DNS (10)   | DNS (10)     | 28     |      |
| 8    | Alfredo Campo   | Ecuador     | DNF (8)      | DNS (10)   | DNS (10)     | 28     |      |

Batteria 4
| Pos. | Atleta             | Paese         | 1ª manche  | 2ª manche  | 3ª manche  | Totale | Note |
| ---- | ------------------ | ------------- | ---------- | ---------- | ---------- | ------ | ---- |
| 1    | Anthony Dean       | Australia     | 35"934 (2) | 34"994 (1) | 35"193 (1) | 4      | Q    |
| 2    | Connor Fields      | Stati Uniti   | 35"191 (1) | 35"761 (4) | 35"601 (3) | 8      | Q    |
| 3    | Corben Sharrah     | Stati Uniti   | 36"213 (4) | 35"558 (3) | 35"447 (2) | 9      | Q    |
| 4    | Gonzalo Molina     | Argentina     | 36"078 (3) | 35"412 (2) | 36"122 (5) | 10     | Q    |
| 5    | Bodi Turner        | Australia     | 39"094 (6) | 42"436 (8) | 35"721 (4) | 18     |      |
| 6    | Tore Navrestad     | Norvegia      | 42"105 (8) | 35"904 (5) | 36"715 (6) | 19     |      |
| 7    | Kyle Evans         | Gran Bretagna | 42"105 (8) | 35"904 (5) | 36"715 (6) | 19     |      |
| 8    | Yoshitaku Nagasako | Giappone      | 41"455 (7) | 39"258 (6) | 47"041 (8) | 21     |      |

### Semifinali
Batteria 1
| Pos. | Atleta           | Paese       | 1ª manche  | 2ª manche  | 3ª manche    | Totale | Note |
| ---- | ---------------- | ----------- | ---------- | ---------- | ------------ | ------ | ---- |
| 1    | Anthony Dean     | Australia   | 35"243 (1) | 34"901 (1) | 34"832 (1)   | 3      | Q    |
| 2    | Jelle van Gorkom | Paesi Bassi | 35"337 (2) | 35"615 (6) | 35"038 (3)   | 11     | Q    |
| 3    | Carlos Ramírez   | Colombia    | 35"537 (3) | 35"261 (3) | 42"706 (5)   | 11     | Q    |
| 4    | Nicholas Long    | Stati Uniti | 35"858 (5) | 35"450 (5) | 34"921 (2)   | 12     | Q    |
| 5    | Corben Sharrah   | Stati Uniti | 36"289 (6) | 35"164 (2) | 35"352 (4)   | 12     |      |
| 6    | Carlos Oquendo   | Colombia    | 35"740 (4) | 35"420 (4) | 55"966 (6)   | 14     |      |
| 7    | David Graf       | Svizzera    | 45"335 (8) | 36"057 (7) | 2'10"243 (7) | 22     |      |
| 8    | Luis Brethauerf  | Germania    | 36"400 (7) | 36"230 (8) | DNF (8)      | 23     |      |

Batteria 2
| Pos. | Atleta           | Paese         | 1ª manche    | 2ª manche    | 3ª manche  | Totale | Note |
| ---- | ---------------- | ------------- | ------------ | ------------ | ---------- | ------ | ---- |
| 1    | Sam Willoughby   | Australia     | 34"888 (1)   | 34"478 (1)   | 34"686 (1) | 3      | Q    |
| 2    | Connor Fields    | Stati Uniti   | 35"163 (2)   | 34"802 (2)   | 36"176 (6) | 10     | Q    |
| 3    | Niek Kimmann     | Paesi Bassi   | 35"676 (4)   | 36"147 (6)   | 35"222 (2) | 12     | Q    |
| 4    | Tory Nyhaug      | Canada        | 36"714 (6)   | 35"025 (3)   | 35"640 (3) | 12     | Q    |
| 5    | Twan van Gendt   | Paesi Bassi   | 35"905 (5)   | 35"732 (5)   | 35"663 (4) | 14     |      |
| 6    | Gonzalo Molina   | Argentina     | 39"102 (7)   | 35"541 (4)   | 35"807 (5) | 16     |      |
| 7    | Trent Jones      | Nuova Zelanda | 35"425 (3)   | 1'05"161 (7) | 36"391 (7) | 17     |      |
| 8    | Jefferson Milano | Venezuela     | 1'56"976 (8) | 1'14"157 (8) | 38"018 (8) | 24     |      |

### Finale
| Pos. | Atleta           | Paese       | Tempo  |
| ---- | ---------------- | ----------- | ------ |
|      | Connor Fields    | Stati Uniti | 34"642 |
|      | Jelle van Gorkom | Paesi Bassi | 35"316 |
|      | Carlos Ramírez   | Colombia    | 35"517 |
| 4    | Nicholas Long    | Stati Uniti | 35"522 |
| 5    | Tory Nyhaug      | Canada      | 35"674 |
| 6    | Sam Willoughby   | Australia   | 36"325 |
| 7    | Niek Kimmann     | Paesi Bassi | 36"579 |
| 8    | Anthony Dean     | Australia   | DNF    |